# Münster Modell

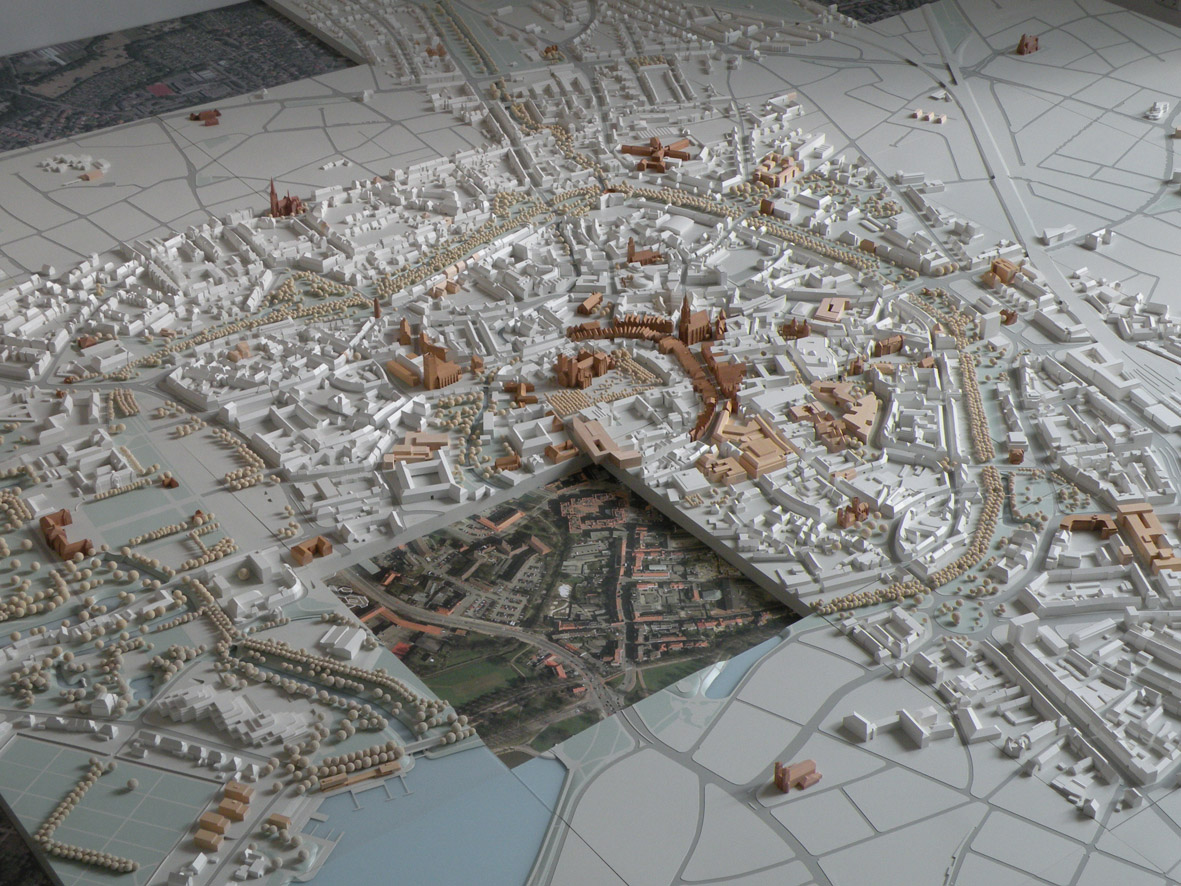
Münster Modell: Blick auf das Gesamtmodell

Der gemeinnützige Verein Münster Modell versteht sich als baukulturelles Forum in Münster/Westfalen. Zu den Maßnahmen zählen neben Veranstaltungen die Schaffung eines Stadtmodells – im Zusammenwirken von Stadt, Bürgern, Institutionen und Unternehmen.

## Initiative

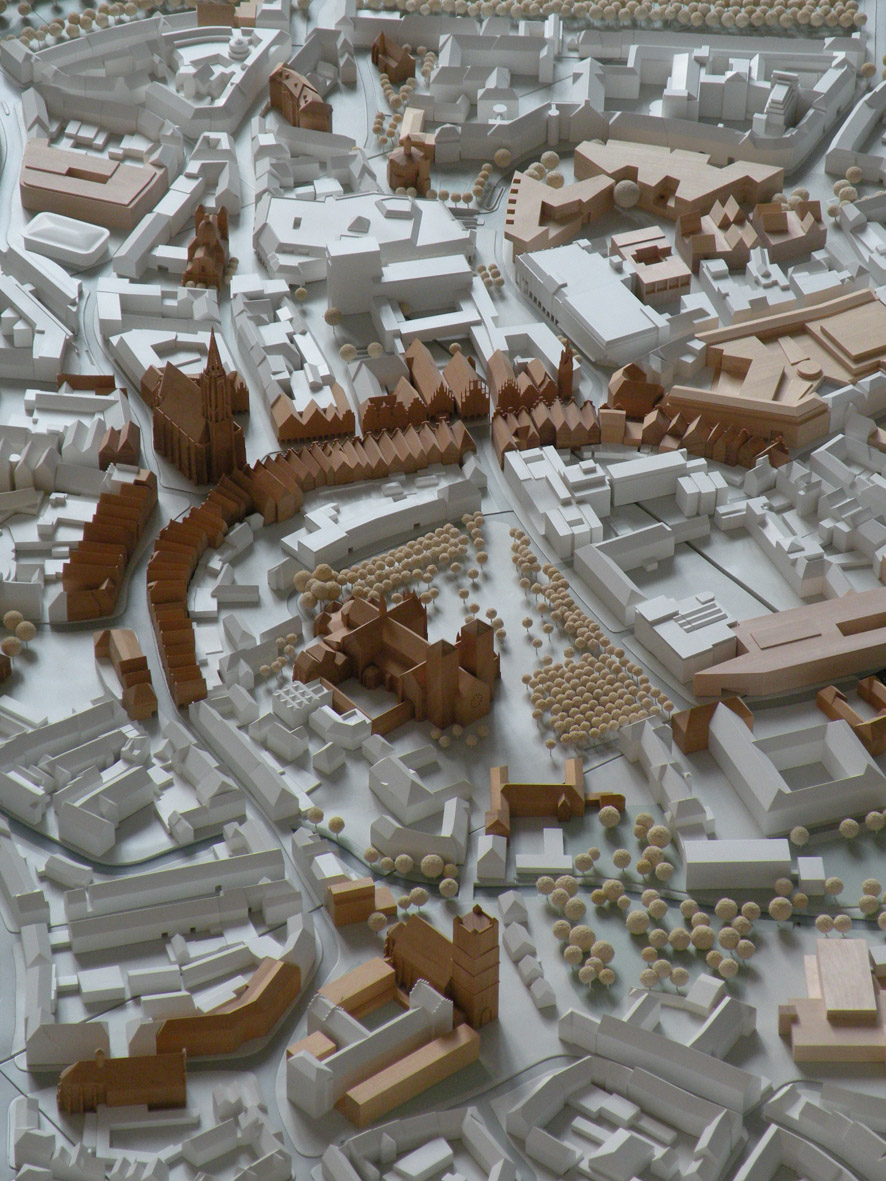
Münster Modell: die Altstadt im Detail

Münster Modell wurde am 18. Mai 2006 auf Initiative verschiedener Partner, darunter die Stadt Münster – Amt für Stadtentwicklung, Stadtplanung und Verkehrsplanung, Bund Deutscher Architekten BDA, Bund Deutscher Baumeister BDB, MSA I Münster School of Architecture, Wirtschaftsförderung Münster und einer Reihe von engagierten Einzelpersonen gegründet. Er zählt mittlerweile über 100 Mitglieder und 60 Förderer, darunter namhafte Architekten und der Architektur verbundene Persönlichkeiten, Institutionen und Unternehmen.
Ein wichtiges Ziel der gemeinnützigen Initiative ist der Bau eines großen Stadtmodells im Maßstab 1:500 sowie dessen Etablierung als Planungsinstrument in den Prozessen der Stadtentwicklung: für Architekten und Bauherren, Politik und Verwaltung, Bürger und Besucher oder Schüler und Studenten.
Münster Modell finanziert sich durch Beiträge der Stadt Münster sowie Spenden von Privatpersonen, Institutionen und Unternehmen.
Zum zehnjähriges Bestehen im Jahr 2016 präsentierte die Initiative ein mittlerweile zu über 85 Prozent fertiggestelltes Modell.
Der Vereinsvorstand besteht aus dem Vorsitzenden Stefan Rethfeld (Architekt und Journalist), dem stellvertretenden Vorsitzenden Ulrich Krüger sowie Berthold Ellertmann (Architekt), Christopher Festersen (Leitung Stadtplanungsamt, Stadt Münster), Maria Hilger (Architektin), Titus Karpa (Architekt) und Ricardo Wintzer (Jurist).

## Stadtmodell

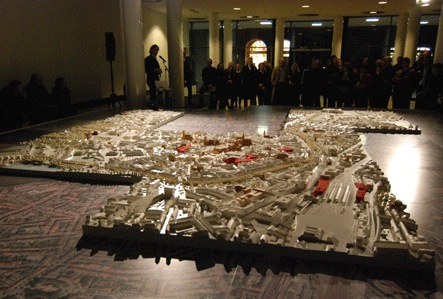
Münster Modell: Ort für Vorträge und Diskussionen

Das Stadtmodell („Münster Modell“) zeigt die Architektur der Stadt in 500-facher Verkleinerung. Es entsteht Platte für Platte und wird künftig die gesamte Innenstadt bis hin zum Umgehungsstraßenring darstellen: vom Mühlenhof bis zum Zentrum Nord, vom Leonardo-Campus bis zum Hafen. In diesem Zustand wird es eine Fläche von 8 × 8 Meter umfassen. Der Großteil der Gebäude wird weiß dargestellt. Markante, historische Bauwerke sind in dunklem Birnenholz hervorgehoben und aktuelle Bauten ab 2000 in hellem Lindenholz. Je nach Art der Bebauung sind die Platten unterschiedlich arbeitsintensiv. Nach aktuellem Stand kostet ein Quadratmeter Modell zwischen 4.500 Euro und 10.000 Euro. An welchen Stellen das Modell wächst, richtet sich nach Dringlichkeit für aktuelle Diskussionen und nach dem Engagement der Spender. Für den Bau des Münster Modells werden gleichzeitig verschiedene Modellbauwerkstätten beauftragt.

## Ausstellungsort

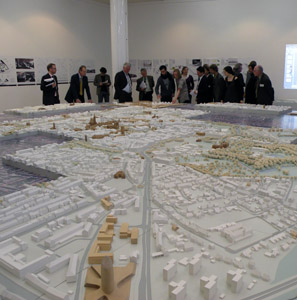
Münster Modell: Ort für Jurysitzungen

Noch verfügt das wachsende Münster Modell über keinen festen Ort. In der Vergangenheit war es daher nur temporär an unterschiedlichen Orten zu sehen.
Seit 2006 wurde das Stadtmodell in 24 Präsentationen an 15 verschiedenen Orte in der Innenstadt gezeigt:
- 2006: Münster Arkaden / ehemaliges Archäologiemuseum, Rothenburg
- 2007: Bezirksregierung, Domplatz / ehem. Landwirtschaftskammer / Münster Arkaden
- 2008: Stadthausgalerie, Rathausinnenhof / Speicherstadt Münster-Coerde
- 2009: Münster Arkaden / Kiffe-Pavillon, Alter Steinweg
- 2010: –
- 2011: Aula Collegium Marianum / Stadthausgalerie, Rathausinnenhof
- 2012: Rhenusspeicher, Hafen[1] / Aula Collegium Marianum
- 2013: Geomuseum, Pferdegasse / ehem. Bahnhofsdirektion
- 2014: Dominikanerkirche
- 2015: Trafostation, Schlaunstraße
- 2016: Museum für Lackkunst / Dominikanerkirche
- 2017: Dominikanerkirche
- 2018: Stadthausgalerie, Rathausinnenhof / Hochhaus am Bült / ehem. Bahnhofspost / Ladengeschäft Alter Steinweg
- 2019: Ladengeschäft Alter Steinweg
- 2023: Stadthausgalerie, Stadtbücherei Münster
- 2024: Stadthausgalerie

Seit 2023 kann die Stadthausgalerie (Rathausinnenhof, Münster) regelmäßig für baukulturelle Veranstaltungen genutzt werden. Sie versteht sich als neuer Treffpunkt für die Stadtgesellschaft und stellt die Themen „Stadt und Architektur“ sowie „Kunst und Kultur“ in den Fokus. Verantwortlich für die Bespielung in wechselnden Zeiträumen sind das Stadtplanungsamt und der Verein Münster Modell e.V. sowie das Kulturamt und die Kunsthalle Münster. Baukulturelle Veranstaltungen sowie die Ausstellung des Münster Modells werden vom Verein Münster Modell e.V. geplant - diese variieren je nach weiteren Nutzungen (Wahlamt u. a.).

## Veranstaltungen
Zu den Aktivitäten des Vereins gehören öffentliche Vortrags- und Diskussionsveranstaltungen im baukulturellen Themenspektrum – seit 2006 wurden zahlreiche Veranstaltungen durchgeführt. Regelmäßig sind in der Reihe Ortstermine, zu Jahresvorträgen oder zu besonderen Anlässen Gäste aus Politik, Kultur, Architektur und Wissenschaft zu Gast, um aktuelle Fragestellungen und Entwicklungen im Stadtgebiet zu erörtern.
Ortstermine
- Ortstermin 1: Auftakt Münster Modell (2006)
- Ortstermin 2: Stadt im Film (2007)
- Ortstermin 3: Neues Leben in 50er Jahre-Bauten (2007)
- Ortstermin 4: Menschen, Städte, Modelle (2008)
- Ortstermin 5: Hindenburgplatz – Was tun? (2008)
- Ortstermin 6: Ehemaliges Luftkreiskommando – Geschichte und Zukunft des Sagebiel-Baus (2009)
- Ortstermin 7: Wohnen in Münster – die neue Lust am Urbanen? (2009)
- Ortstermin 8: Neuer Blick – Der Prinzipalmarkt als Bild und Mythos (2011)
- Ortstermin 9: Rund um die Petrikirche – Identität des Universitätsviertels (2011)
- Ortstermin 10: Die Zukunft der Aa – welche Perspektiven haben Stadt und Fluss? (2012)
- Ortstermin 11: Hochbunker in Münster – Bestand und Perspektiven (2014)
- Ortstermin 12: Die Ringstraße in Münster – 10 Kilometer Zukunftsraum? (2014)
- Ortstermin 13: Vom Bauland zum Wohnraum – Wie soll Münster weiter wachsen? (2015)
- Ortstermin 14: Bahnhofsviertel Münster – Projekte, Planungen, Potentiale (2016)
- Ortstermin 15: Zukunft Domgasse Münster – Potentiale eines historischen Wegraumes (2016)
- Ortstermin 16: Von Dresden lernen – Wie das neue Zentrum für Baukultur entstand (2017)
- Ortstermin 17: Exponat oder Werkzeug – Was kann ein Stadtmodell für eine Stadt leisten? (2018)
- Ortstermin 18: Krameramtshaus Münster –  Zukunftsideen für einen vielschichtigen Ort (2019)
- Ortstermin 19: Bauen mit Gestalt ? – Neue Projekte aus Münster und Westfalen (2019)

Jahresvorträge
- 2008  Thomas Robbers, Wirtschaftsförderung Münster: Orte neu denken – Wie Wirtschaft Stadt entwickelt
- 2009  Julia Bolles-Wilson, msa - münster school of architecture: msa in ms – Über das Verhältnis von Hochschule und Stadt
- 2010  Thomas Hauff, Geograph: Münster und die Metropolendebatte
- 2012  Walter Chramosta, Architekturberater und -kritiker, Wien: Wieviel Diskussion braucht eine Stadt? Architekturvereine und -häuser in Österreich
- 2014  Tim Rieniets, StadtBauKultur NRW: Wie steht es um die Stadtbaukultur zwischen Kleve und Höxter, Euskirchen und Minden?
- 2015  Anne Schmedding, Bundesstiftung Baukultur: Baukultur als Investition in die Zukunft
- 2016  Reiner Nagel, Bundesstiftung Baukultur, Tim Rieniets, StadtBauKultur NRW, Kasper König Skulptur Projekte 2017, Victor Mani (MSA I Münster School of Architecture), Ulrich Krüger. Stadt und Diskurs: Wann ist eine Stadt lebendig? Zukunftswünsche zum 10-jährigen Jubiläum der Initiative
- 2017  Robin Denstorff, Stadtbaurat, Stadt Münster: Neu im Amt - wie Münster weiter entwickeln? (Gespräch)

Jubiläumsprogramm 2011 (Auswahl)
- Jubiläumsfest 5 Jahre Münster Modell - Rückblick - Kurzstatements - Ausblick
- Gesprächsabend: 1975 bis heute: Stadtentwicklung in Münster - eine Zeitreise - mit Werner Pierchalla (ehem. OB 1972–84), Jörg Twenhöven (ehem. OB 1984–94)
- junge büros: Architekten aus Münster berichten - mit hehnpohl architektur, ht architektur (Henrike Thiemann), modulorbeat, Schnoklake Betz Architekten, zauberscho(e)n

Sommerprogramm 2014 (Auswahl)
- Ausstellungseröffnung in der Dominikanerkirche: Das neue Münster in altem Kontext. Eine Stellprobe im Kirchenraum
- Das Martiniviertel: Ein vergessenes Stück Altstadt - Architekturrundgang
- Münster Modell-Sommerfest 2014 - Informationsabend: Die Dominikanerkirche als Forum, Ort - Ideen - Perspektiven

Sommerprogramm 2015 (Auswahl)
- Ausstellungseröffnung in der Trafostation
- Neue Wohnquartiere: Was plant die Stadt auf den Kasernenstandorten?
- Münster Modell-Sommerfest 2015 - Baukultur als Investition in die Zukunft
- Vortrag Rainer Karliczek: Münster will nach oben. 50 Jahre Planen und Bauen (1965–2015)
- Wohn-ABC: Was sind neue Wohnformen?
- junge büros: Architekten aus Münster berichten - mit Architekturwerkstatt Münster, DBCO, DEEN architects, heimspiel architekten.

Jubiläumsprogramm 2016 (Auswahl)
- Ausstellung 10 Jahre Münster Modell: 19. Mai – 31. Juli 2016, Dominikanerkirche / Eröffnung: 18. Mai, 19 Uhr

und Begleitprogramm
Führungen und Veröffentlichungen ergänzen die Programmarbeit der Initiative. Zielgruppe ist die interessierte Öffentlichkeit.

## Unterstützung
Mitglied oder Förderer kann jede Person, Institution oder Firma werden.
Neben engagierten Bürgerinnen und Bürgern fördern die Stadt Münster sowie Architekturbüros, Banken und Versicherungen, Bistum und Domkapitel, Berufsverbände, Hochschulen, Wohnungsbaugesellschaften und weitere Unternehmen den gemeinnützigen Verein.
Präsentationen des Münster Modells sowie Veranstaltungen des Münster Modell wurden im Rahmen von Raumsponsoring und Programmpatenschaften bzw. Kooperationen unterstützt von:
- 2006  Münster Arkaden, Westfälisches Landesmuseum, msa I münster school of architecture
- 2007  Bezirksregierung Münster, CM Immobilien Entwicklung GmbH, Münster Arkaden
- 2008  Stadt Münster – Kulturamt, WLV Westfälisch-Lippische Vermögensverwaltungsgesellschaft
- 2009  Münster Arkaden, Münster Marketing (Münster Morphosen), Karstadt Münster, msa I münster school of architecture, LTK Lufttransportkommando Münster
- 2010  -
- 2011  KSHG Katholische Studierenden- und Hochschulgemeinde Münster, Stadt Münster - Kulturamt, Ausstellungshalle für zeitgenössische Kunst AZKM (Does City/Münster matter? / Denkräume)
- 2012  Stadtwerke Münster, Kindermuseum Münster, KSHG Katholische Studierenden- und Hochschulgemeinde Münster, Münster Marketing (1 Aa - Münster im Fluss)
- 2013 Westfälische Wilhelms-Universität Münster / Geomuseum, Münster Marketing (Schlauraum), BDA Bund Deutscher Architekten Münster - Münsterland, aurelis Real Estate GmbH & Co. KG, ISG Bahnhofsviertel Münster (Projekt Tobias Rehberger), Kunsthalle Münster
- 2014  msa I münster school of architecture, Stadtarchiv Münster, Westfälische Wilhelms-Universität / Katholisch-Theologische Fakultät, MAIV
- 2015 Trafostation / DBCO / Bok + Gärtner / TON Objekteinrichtungen / Dieks Kaffee & Curry
- 2016 Museum für Lackkunst / BASF / TON Objekteinrichtungen
- 2017–2018 Bahnhofspost / AERO B 35 GmbH / TON Objekteinrichtungen
- 2018 Hochhaus am Bült / Familie Deckwitz / Küchen Quelle GmbH - Alter Steinweg / Friedrich-Carl Freiherr von Ketteler / TON Objekteinrichtungen
- 2019 Alter Steinweg / Friedrich-Carl Freiherr von Ketteler / TON Objekteinrichtungen